# Ханс Улрих I фон Хоенемс
Ханс Улрих I фон Хоенемс (на немски: Hans Ulrich I von Hohenems; † пр. 18 юли 1449) е австрийски благородник от род Емз в Западна Австрия, господар на Ной-Емз и Глопер в Хоенемс, шериф на Райнег. Родът му е прочут и могъщ във Форарлберг.

## Живот
Той е син на Улрих III фон Емз († 9 юли 1386, в битката при Земпах) и съпругата му Гертруд Знелман. Внук е на Рудолф I фон Емз-Хоенемс († 1379) и Венделбург фон Ашау († сл. 1369). Правнук е на Улрих I фон Емз († 1356) и съпругата му фон Шеленберг.
През 1343 г. император Лудвиг IV Баварски разрешава на Улрих I фон Емз да построи замък Глопер в Ной-Емз. През 1407 г. през Апенцелската война замъкът е обсаден почти два месеца и разрушен. При Ханс Улрих I фон Емз започва отново да се строи замъка до ок. 1430 г.

## Фамилия
Първи брак: с Анна фон Щайн. Бракът е бездетен.
Втори брак: пр. 9 април 1429 г. с Аделхайд фон Елербах. Те имат един син:
- Якоб I фон Хоенемс († 1506/1508), господар на Дорнбирн, шериф на Фелдкирх, Нойбург, Монтафон, Зонеберг и Блуденц, женен за Клара/Валпурга фон Щадион († сл. 1498), дъщеря на Лудвиг фон Щадион († ок. 1472) и Маргарета фон Гравенек/Гравенег